# Tiffin (Ohio)
Tiffin és una població dels Estats Units a l'estat d'Ohio. Segons el cens del 2000 tenia 18.135 habitants.

## Demografia
Segons el cens del 2000, Tiffin tenia 18.135 habitants, 7.330 habitatges, i 4.471 famílies. La densitat de població era de 1.078,9 habitants per km².
Dels 7.330 habitatges en un 28,4% hi vivien nens de menys de 18 anys, en un 46,2% hi vivien parelles casades, en un 11,1% dones solteres, i en un 39% no eren unitats familiars. En el 32,6% dels habitatges hi vivien persones soles el 14% de les quals corresponia a persones de 65 anys o més que vivien soles. El nombre mitjà de persones vivint en cada habitatge era de 2,31 i el nombre mitjà de persones que vivien en cada família era de 2,92.
Per edats la població es repartia de la següent manera: un 22,3% tenia menys de 18 anys, un 15,1% entre 18 i 24, un 25,9% entre 25 i 44, un 20,9% de 45 a 60 i un 15,8% 65 anys o més.
L'edat mediana era de 36 anys. Per cada 100 dones de 18 o més anys hi havia 92,6 homes.
La renda mediana per habitatge era de 33.261 $ i la renda mediana per família de 41.329 $. Els homes tenien una renda mediana de 31.207 $ mentre que les dones 22.259 $. La renda per capita de la població era de 16.580 $. Aproximadament el 5,7% de les famílies i l'11,1% de la població estaven per davall del llindar de pobresa.

## Poblacions més properes
El següent diagrama mostra les poblacions més properes.